# Risseltkapel

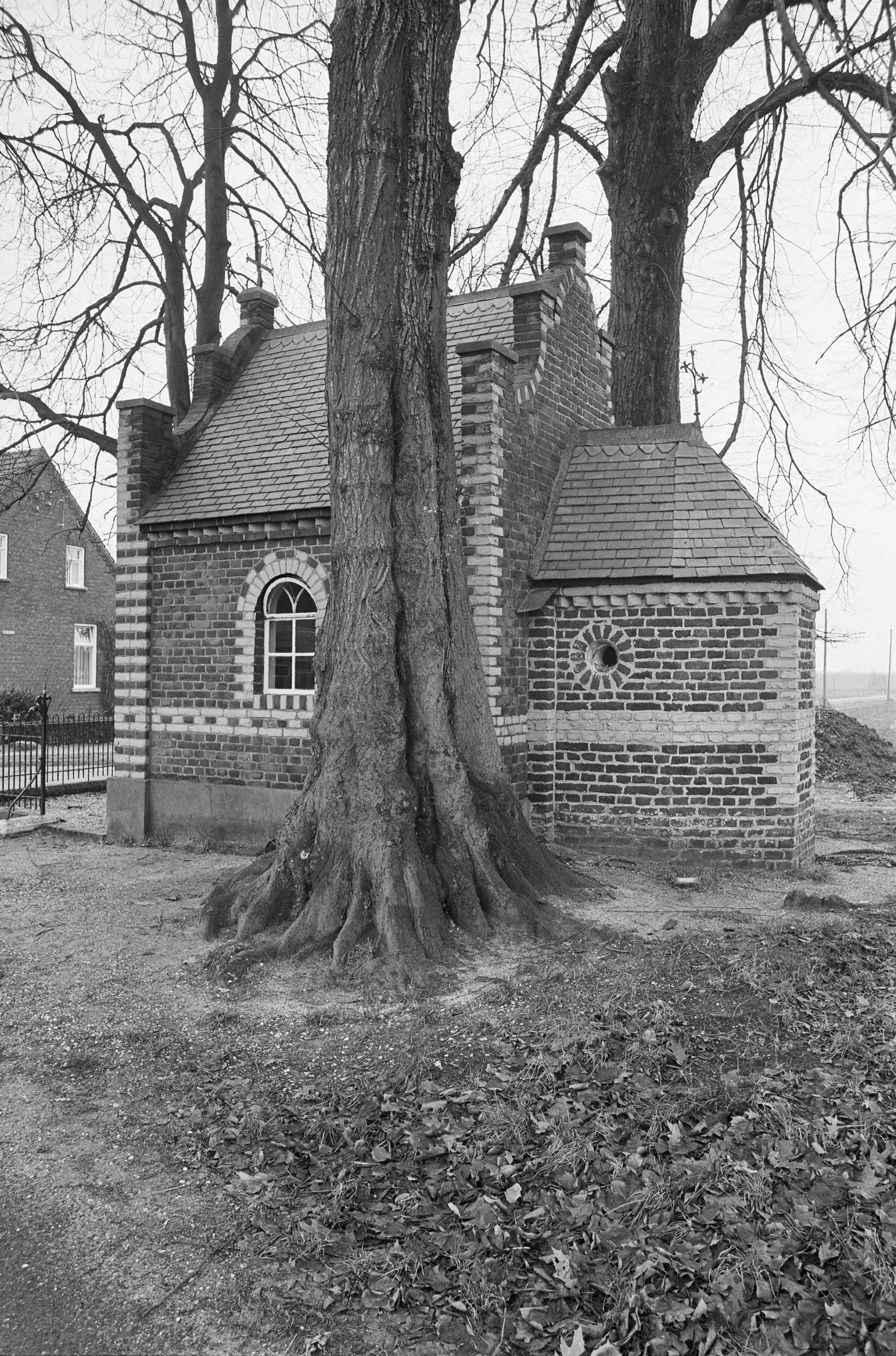
Risseltkapel, zijaanzicht

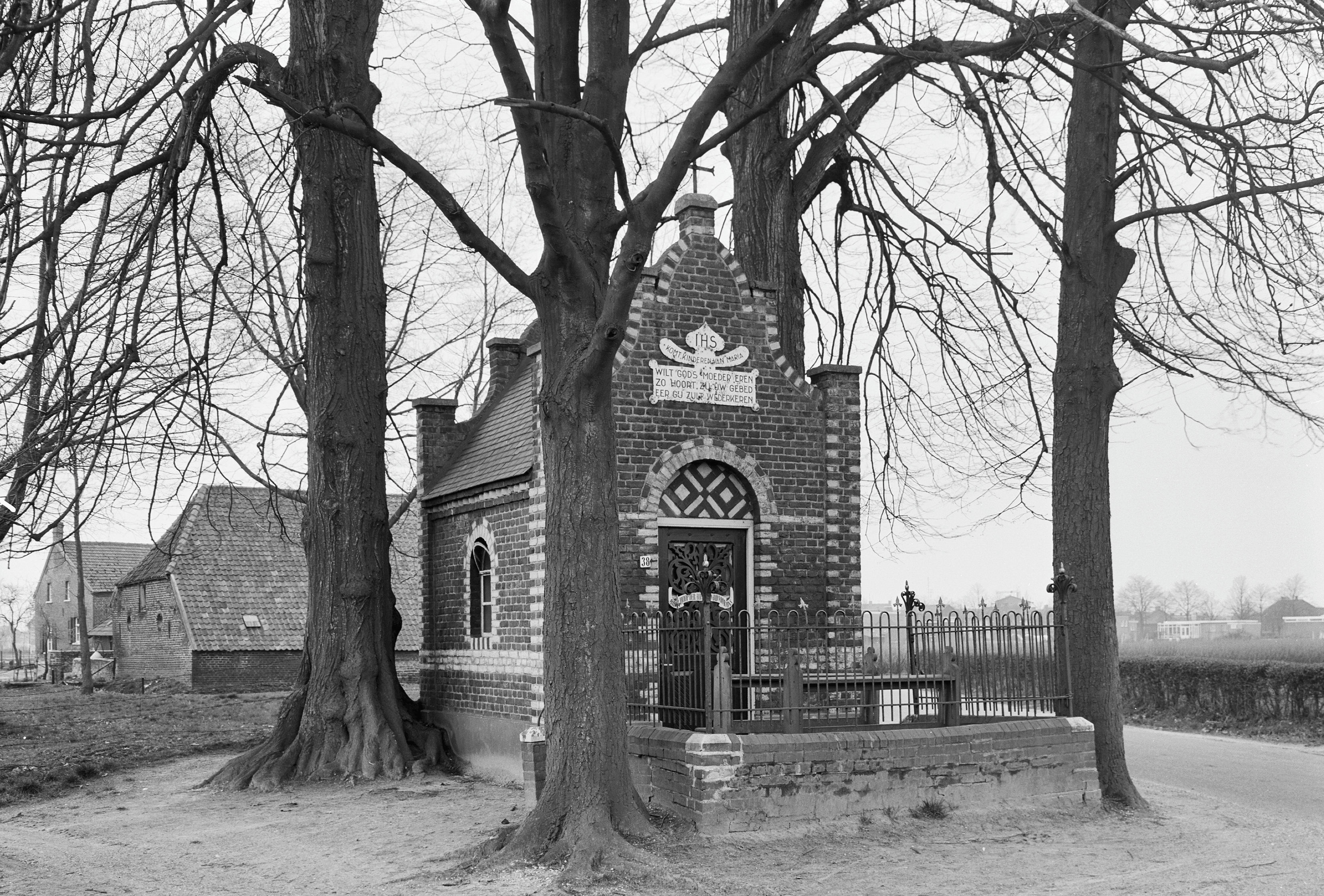
Risseltkapel, vooraanzicht

De Risseltkapel is een veldkapel in het buitengebied van Horst, gelegen aan Gastendonkstraat 38.
Deze kapel bestaat uit twee aan elkaar gebouwde delen. Het oudste deel is een klein bakstenen kapelletje met een driezijdige koorsluiting dat dateert van ongeveer 1700. Omstreeks 1900 is er een grotere bidkapel tegenaan gebouwd in eclectische stijl, met een in- en uitgezwenkte voorgevel. In 1983 is de kapel gerestaureerd.
Als men binnentreedt, ziet men dat het oude kapelletje fungeert als een nis, met in de achterzijde, achter een smeedijzeren traliewerk, een fraai gepolychromeerd Mariabeeld, waarachter zich een Kruisbeeld bevindt. Het geheel wordt overwelfd door een tongewelf, en is van binnen wit gestuukt met een roze lambrisering.
Op de gevel is een opschrift aangebracht:
IHS; Komt kinderen van Maria; wilt Gods moeder eren; zo hoort zij uw gebed; eer gij zult wederkeren.
Vlak bij de Risseltkapel ligt het Hof de Risselt, waarvan reeds in 1424 gewag werd gemaakt.